# Шашиновец
Шашиновец је насеље у саставу Града Загреба. Налази се у четврти Сесвете. До територијалне реорганизације у Хрватској налазио се у саставу старе загребачке приградске општине Сесвете.

## Становништво
На попису становништва 2011. године, Шашиновец је имао 678 становника.

## Попис1991.
На попису становништва 1991. године, насељено место Шашиновец је имало 456 становника, следећег националног састава:
| Попис 1991.‍  | Попис 1991.‍  | Попис 1991.‍ | Попис 1991.‍ | Попис 1991.‍ |
| ------------ | ------------ | ----------- | ----------- | ----------- |
|              |              |             |             |             |
| Хрвати       | Хрвати       |             | 445         | 97,58%      |
| Муслимани    | Муслимани    |             | 8           | 1,75%       |
| Срби         | Срби         |             | 1           | 0,21%       |
| неопредељени | неопредељени |             | 1           | 0,21%       |
| непознато    | непознато    |             | 1           | 0,21%       |
| укупно: 456  |              |             |             |             |